# علف عشق حبشی
علف عشق حَبَشی یا تِف (انگلیسی: Teff) (امهری: ጤፍ)، گونه‌ای گیاه یک‌ساله از خانوادهٔ گندمیان و از سردهٔ علف عشق است که بومی اتیوپی است و نخستین‌بار در بلندی‌های اتیوپی رشد یافته است. این گیاه به‌خاطر دانه‌های خوراکی‌اش کشت می‌شود و یکی از کهن‌ترین گیاهان اهلی‌شده به‌شمار می‌رود. علف عشق حبشی یکی از مهم‌ترین محصولات اصلی غذایی در اتیوپی است.

## توصیف
علف عشق حبشی گیاهی پلی‌پلوئید و خودگشن است و در گروه غلات دسته‌بندی می‌شود. این گیاه از نوع گیاهان C4 است که به آن امکان می‌دهد در شرایط کم‌آبی و دمای بالا، کربن را با بازده بیشتری تثبیت کند. این ویژگی‌ها باعث شده تا علف عشق حبشی میان علف‌های نواحی گرمسیری و معتدل جای بگیرد. واژهٔ «تِف» احتمالاً از واژهٔ امهری ጠፍፋ (teffa) به‌معنای «گم‌شده» گرفته شده، که به کوچک بودن دانه‌های این گیاه (با قطر کمتر از ۱ میلی‌متر) اشاره دارد.
این گیاه علفی با ساقه‌های نازک، به‌صورت دسته‌ای و دارای تاج‌های بزرگ و شاخه‌های فرعی فراوان است. ریشه‌های آن سطحی اما گسترده و فیبری است. ارتفاع گیاه بسته به گونه و شرایط محیطی متفاوت است. مانند بسیاری از گیاهان باستانی، تِف سازگاری بالایی با شرایط گوناگون دارد و می‌تواند هم در مناطق خشک و هم در شرایط مرطوب و خاک‌های نامرغوب رشد کند.
زادگاه اصلی علف عشق حبشی، بلندی‌های اتیوپی است و در اتیوپی و اریتره یکی از مهم‌ترین غلات به‌شمار می‌رود. این گیاه هم به‌خاطر دانه‌های خوراکی‌اش و هم برای تغذیهٔ دام‌ها از طریق کاه آن کشت می‌شود. دانه‌های آن بسیار ریزند (حدود ۱ میلی‌متر طول) و هزار دانهٔ آن تنها حدود ۰٫۳ گرم وزن دارد. رنگ‌دانه‌ها از سفید تا قهوه‌ای مایل به قرمز متغیر است. پخت این دانه‌ها مشابه ارزن و کینوآ است، ولی به‌علت ریزی بیشتر، سریع‌تر پخته می‌شود و سوخت کمتری مصرف می‌کند.